# Roma-Napoli-Roma 1928
La Roma-Napoli-Roma 1928, ventitreesima edizione della corsa, si svolse il 20 settembre 1928 su un percorso di 280 km. La vittoria fu appannaggio dell'italiano Antonio Negrini, che completò il percorso in 10h30'00", precedendo i connazionali Luigi Giacobbe e Pietro Fossati.

## Ordine d'arrivo (Top 10)
| Pos. | Corridore          | Squadra         | Tempo     |
| ---- | ------------------ | --------------- | --------- |
| 1    | Antonio Negrini    | Maino           | 10h30'00" |
| 2    | Luigi Giacobbe     | Wolsit-Pirelli  | s.t.      |
| 3    | Pietro Fossati     | Maino           | a 1"      |
| 4    | Angelo Rinaldi     | Maino           | a 8'00"   |
| 5    | Aristide Cavallini | Bianchi-Pirelli | s.t.      |
| 6    | Enrico Eboli       | -               | a 11'00"  |
| 7    | Pietro Chesi       | Bianchi-Pirelli | s.t.      |
| 8    | Adolfo Martelli    | -               | a 14'45"  |
| 9    | Felice Gremo       | Legnano         | s.t.      |
| 10   | Umberto Faustini   | -               | a 22'00"  |